# Nordmedia

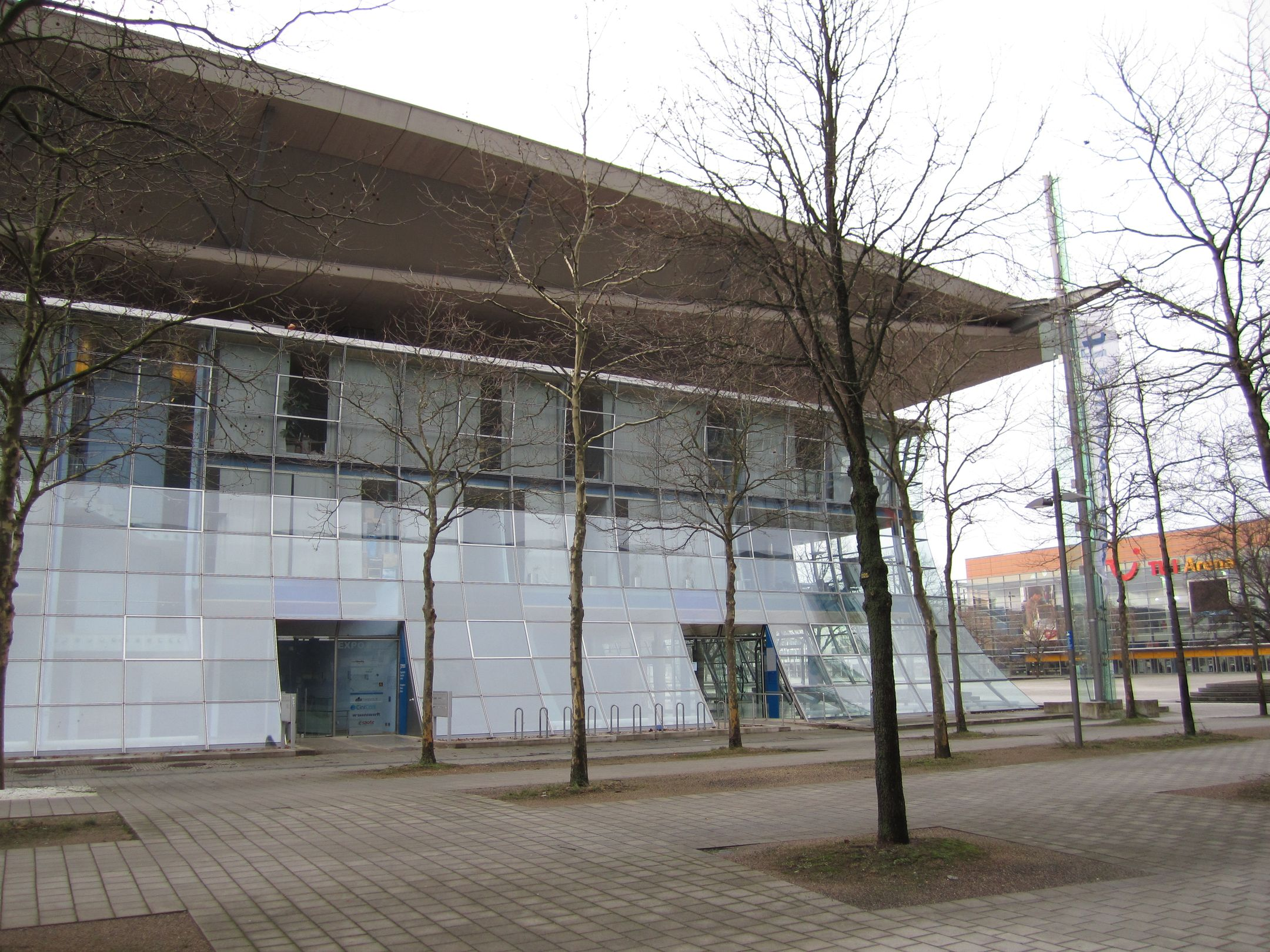
Sitz der Gesellschaft im deutschen Expo-Pavillon in Hannover

Die nordmedia – Film- und Mediengesellschaft Niedersachsen/Bremen mbH arbeitet seit 2001 als gemeinsame Medienförderungsgesellschaft der Bundesländer Niedersachsen und Bremen und hat ihren Sitz im Deutschen Pavillon  im Expo Park Hannover. Als Dachgesellschaft hatte die nordmedia ursprünglich zwei operativ getrennte Tochter-Unternehmen: die nordmedia Agentur GmbH für Agentur- und Consulting-Dienstleistungen sowie die nordmedia Fonds GmbH für Förderaufgaben. Die Unternehmen fusionierten zum 30. August 2013 und bilden seitdem die nordmedia – Film- und Mediengesellschaft mbH in ihrer jetzigen Form.

## Geschichte, Ziele und Aufgaben
Im November 1999 wurde im Niedersächsischen Landtag die grundsätzliche Ausrichtung einer Film- und Medienförderung auch als Instrument der aktiven Standortpolitik eingestuft. Durch sie sollten vor dem Hintergrund der Weltausstellung Expo 2000 in Hannover Medienunternehmen und Firmen im Bereich der Informations- und Kommunikationstechnik in Niedersachsen und Bremen angesiedelt werden. Betont wurde die kulturwirtschaftliche Bedeutung der gesamten Branche, der Beitrag des Norddeutschen Rundfunks sowie zahlreiche Maßnahmen, etwa der Kinoförderung, die insgesamt gebündelt und finanziell deutlich aufgestockt und damit stärker gefördert werden sollten.
Ende Februar 2000 wurde deutlich, dass eine mit 20 Millionen DM ausgestattete privat-öffentliche Mediengesellschaft die Stärkung und Fortentwicklung der Medienstandorte Niedersachsen und Bremen betreiben sollte. Die Zuständigkeit für die Gesellschaft liegt in Niedersachsen bei der Staatskanzlei und in Bremen seit dem 1. Januar 2015 beim Senator für Wirtschaft, Arbeit und Häfen.
Die Ziele und Aufgaben der nordmedia – Film- und Mediengesellschaft mbH sowie ihre Förderarbeit wurden in den vergangenen Jahren dem sich verändernden Marktumfeld – zum Beispiel der zunehmenden Digitalisierung – angepasst, was sich unter anderem in der Fortschreibung der Richtlinien dokumentiert. Generell zielt die Förderung und Vergabe der Mittel demnach auf die „Erhöhung und Weiterentwicklung der Qualität, Innovationskraft und Wettbewerbsfähigkeit von Film-, Fernseh- und Multimedia-Produktionen sowie deren Verbreitung und die nachhaltige Entwicklung des audiovisuellen Medienbereichs in Niedersachsen und Bremen auch im Hinblick auf Weiterbildung, Qualifizierung und Beschäftigung.“ Neben der traditionellen Film- und Medienförderung für Kino und Fernsehen werden verstärkt auch crossmediale Vorhaben sowie Games und Apps gefördert.

### Umstrukturierung zu einer rein öffentlich-rechtlichen Unternehmung
Der ursprünglich in einer öffentlich-privaten Partnerschaft realisierte Firmenverbund der nordmedia verfügte 2001 über folgende Gesellschafter: Die Länder Bremen und Niedersachsen waren die Gesellschafter der nordmedia – Mediengesellschaft Niedersachsen/Bremen mbH. In der Tochtergesellschaft nordmedia Fonds GmbH waren weitere Gesellschafter der NDR, Radio Bremen und in kleineren Anteilen der Verband Nordwestdeutscher Zeitungsverleger, die Unternehmerverbände Niedersachsen, das Film- und Medienbüro Niedersachsen sowie das Kinobüro Niedersachsen und Bremen  Partner der nordmedia Fonds GmbH waren das ZDF mit einer Beteiligung am Fördermittelaufkommen sowie SAT 1 mit einer Kooperation mit den Ländern Niedersachsen und Bremen zur Produktion von Fernsehfilmen. Die Mediengesellschaft koordinierte zudem die strategischen Partnerschaften des Landes Niedersachsen mit den IT-Unternehmen Deutsche Telekom, Cisco und Microsoft. Die Deutsche Messe AG war Mitgesellschafter der nordmedia Agentur GmbH. Die Mittelausstattung von 22,18 Millionen DM teilte sich im ersten Jahr auf in 16 Millionen DM aus dem öffentlich-rechtlichen Sektor und 6,18 Millionen DM von Privatsendern. Es erfolgten Änderungen der Gesellschafterstruktur, wobei bei der Nordmedia Fonds GmbH (siehe oben) teilweise noch private Gesellschafter ihre Anteile am Stammkapital von 300.000 Euro durch den Verband Nordwestdeutscher Zeitungsverlage, die Unternehmerverbände Niedersachsen, das Film & Medienbüro Niedersachsen und das Kinobüro Niedersachsen und Bremen jeweils mit 2,3 % de facto bis  2009 hielten.
Um der EU-Rechtsregelung in Hinblick auf die Mittelvergabe im Zusammenhang mit sogenannten „in-house“-Geschäften zu entsprechen, mussten die privaten Gesellschafter ausscheiden. Die Landesregierung empfahl deshalb, die nordmedia Fonds GmbH in eine rein öffentlich-rechtlich strukturierte GmbH umzuwandeln. So ergab sich nach dem Ausscheiden der Privatgesellschafter sowie der späteren Verschmelzung von Mediengesellschaft und Fonds GmbH folgende Gesellschaftsstruktur (Stand April 2016): Vom Stammkapital in Höhe von 660.000 Euro hält das
- Land Niedersachsen 401.200 Euro (60,79 %),
- die Freie Hansestadt Bremen 100.300 Euro (15,2 %),
- der NDR 132.300 Euro (20,04 %) und
- Radio Bremen 26.200 Euro (3,97 %).[16]

Die nordmedia Agentur GmbH wurde liquidiert und 2015 aus dem Handelsregister gelöscht.

## Förderumfang und Förderkriterien
2015 verzeichnete die nordmedia ein Fördermittelaufkommen von 11.123.408 Euro, wobei 234 Projekte unterstützt wurden. Die Mittelgeber waren nach den testierten Zahlen für 2014:
- das Land Niedersachsen mit seinem Medienförderfonds in Höhe von 3.324.302 Euro,
- das Land Bremen mit 766.938 Euro,
- der Norddeutsche Rundfunk (NDR) mit Mitteln entsprechend dem Niedersächsischen Landesmediengesetz (NMedienG) in Höhe von 6.698.561 Euro,
- Radio Bremen mit 127.823 Euro sowie das
- Zweite Deutsche Fernsehen (ZDF) mit 607.980 Euro.[18]

### Mittelverwendung und Förderbedingungen
Nordmedia fördert unter anderem die Ausbildung, Projektentwicklung, Produktion, den Verleih und den Vertrieb audiovisueller Produktionen. Es werden nur Maßnahmen gefördert, von denen ein „kulturwirtschaftlicher Effekt“ in den Ländern Niedersachsen und/oder Bremen zu erwarten ist. So muss sichergestellt werden, dass die Fördergelder zu 100 Prozent in den Ländern Niedersachsen und/oder Bremen ausgegeben werden.
Seit der Gründung von nordmedia wurden bei einem jährlichen Mittelaufkommen von durchschnittlich etwa zehn Millionen Euro über 200 geförderte Produktionen mit insgesamt 679 Preisen ausgezeichnet (Stand Februar 2016).  Fernsehfilme, TV-Dokumentationen und Serien erreichen regelmäßig überdurchschnittliche Einschaltquoten. Der wirtschaftliche Regionaleffekt lag im Jahr 2015 bei 185 % der Fördermittel.
Während regelmäßig die klassische Produktionsförderung den Großteil der Fördergelder beansprucht, wurde zum Beispiel auch die Umstellung auf die digitale Kinotechnik unterstützt, so dass 2013 etwa 80 Prozent der 430 niedersächsischen Kinos mit Digitaltechnik ausgestattet waren.
Fördervarianten: Fördergelder können in unterschiedlicher Form zuerkannt werden: Es werden Zuschüsse und bedingt rückzahlbare, zinslose Darlehen vergeben. Darlehen werden gewährt, wenn eine Rückzahlung tatsächlich anzunehmen ist. So können auch prominente Produktionen Darlehen erhalten, die aus den Erlösen der Produktion zu tilgen und an Nordmedia zurückzuzahlen sind. Fachleute betonen gerade in diesen Fällen den kulturwirtschaftlichen Effekt, von dem die  Infrastruktur der Region profitiert.

## Zentrale Gremien

### Vergabeausschuss
Neben der Geschäftsführung, die seit Beginn der Nordmedia von Thomas Schäffer geleitet wird, ist der Vergabeausschuss ein zentrales Gremium des Unternehmens, das über 15 Mitarbeiter verfügt. Unter Leitung der Geschäftsführung obliegt ihm der Beschluss über die Mittelvergabe, die bei erfolgreicher Bewerbung über eine externe Wirtschaftsprüfungsgesellschaft vertraglich mit den Antragstellern in die Wege geleitet wird. Der Vergabeausschuss besteht aus Vertretern der Landesregierungen, der Landesmedienanstalten (nicht stimmberechtigt) sowie der unterstützenden Sendeanstalten (NDR, ZDF, Radio Bremen). Das Mandat des Landes Bremen wird durch die WFB Wirtschaftsförderung Bremen GmbH wahrgenommen, für das Land Niedersachsen sind Vertreter der Hochschule Hannover und des Film- und Medienbüro Niedersachsen  berufen worden.

### Aufsichtsrat
Die Aufgaben des Aufsichtsrats der Nordmedia bestehen unter anderem in der Beschlussfassung über den Wirtschaftsplan, die Vergaberichtlinien, die Ernennung des Geschäftsführers/der Geschäftsführerin und in der Auswahl der Mitglieder der Vergabegremien. Vorsitzender des achtköpfigen Aufsichtsrats ist Staatssekretär Jörg Mielke von der Niedersächsischen Staatskanzlei (Stand: April 2016).

## Service, Netzwerke und Initiativen
Die Nordmedia Film Commission steht als Serviceeinrichtung für Filmschaffende in  Niedersachsen und Bremen zur Verfügung und informiert über Drehorte, vermittelt Drehgenehmigungen und zum Beispiel Besuche am Set für Journalisten. Das Unternehmen bietet elektronische Kalkulationssysteme für Produktionen sowie webbasierte Schauspieler- und Drehort-Guides für Filmschaffende.
Nordmedia beteiligt sich an Netzwerkveranstaltungen und Branchenevents, bietet Seminare und Fortbildungen, die Teilnahme an Festivals wie Berlinale und Filmfestival Cannes sowie länderübergreifende Initiativen für Nachwuchs-Akteure („Nordlichter“), die sowohl Medienschaffende, ihre Produktionen als auch die Standorte überregional bekannt machen sollen.
Innerhalb der CeBIT tritt die Nordmedia als Mitveranstalter der „Serious Games Conference“ auf.

## Publikationen
Die Nordmedia ist Herausgeberin einer jährlich erscheinenden Zeitschrift mit deutsch- und englischsprachigen Texten:
- 2003–2013: Die Filme. nordmedia-geförderte Produktionen Hrsg.: nordmedia Fonds GmbH, Hannover: nordmedia Fonds
- seit 2014: Die Filme. nordmedia-geförderte Produktionen, Hannover: nordmedia - Film- und Medienges. Niedersachsen/Bremen

## Auswahl geförderter Produktionen
Ausgesuchte Kino- und TV-Produktionen, Kurzfilme und TV-Serien nach dem Produktionsspiegel:
- Staplerfahrer Klaus – Der erste Arbeitstag (2001)
- Tatort: Lastrumer Mischung (2002)
- Das Wunder von Lengede
- Im Schatten der Macht (2003)
- Gegen die Wand (2003/2004)
- Eine andere Liga (2004)
- Back to Gaya (2004)
- En Garde (2004)
- Crossing The Bridge – The Sound of Istanbul (2005)
- Die Sturmflut (2005/2006)
- Leroy (2006/2007)
- Yella (2006/2007)
- TV-Serie: Rote Rosen (2006/2007)
- Die Anruferin (2007)
- Auf der anderen Seite (2007)
- Die Flucht (2007/2008)
- Chiko (2007/2008)
- Fleisch ist mein Gemüse (2008)
- Berlin 36 (2009)
- Salami Aleikum (2009)
- Soul Kitchen (2009)
- Together (2009)
- Konferenz der Tiere (2010)
- Neue Vahr Süd (2010)
- Der ganz große Traum (2011)
- Jack Taylor (2011)
- Fraktus (2012)
- Banklady (2013)
- Unsere Mütter, unsere Väter (2013)
- Tarzan 3D (2013/2014)
- Molly Monster (2015/2016)
- Tatort: Zorn Gottes (2015/2016)
- Botticelli Inferno (2016)